# Anampses
Az Anampses a sugarasúszójú halak (Actinopterygii) osztályába a sügéralakúak (Perciformes) rendjébe és a ajakoshalfélék családjába tartozó nem.

## Rendszerezés
A nembe az alábbi 13 faj tartozik:
- Anampses caeruleopunctatus
- Anampses chrysocephalus
- Anampses cuvier
- Anampses elegans
- Anampses femininus
- Anampses geographicus
- Anampses lennardi
- Anampses lineatus
- Anampses melanurus
- Sárgafarkú ajakoshal (Anampses meleagrides)
- Anampses neoguinaicus
- Anampses twistii
- Anampses viridis